# Ivar Nordkild
Ivar Olaus Nordkild, né le 14 mai 1941 à Vassdalen, est un biathlète norvégien. Il remporte les deux premiers titres mondiaux du relais en 1965 et 1966.

## Palmarès

### Championnats du monde
- Championnats du monde de 1965 à Elverum (Norvège) :
  -  Médaille d'or au relais 4 × 7,5 km.
- Championnats du monde de 1966 à Garmisch-Partenkirchen (Allemagne de l'Ouest) :
  -  Médaille d'or au relais 4 × 7,5 km.
- Championnats du monde de 1971 à Hämeenlinna (Finlande) :
  -  Médaille d'argent au relais 4 × 7,5 km.